# Kulula.com

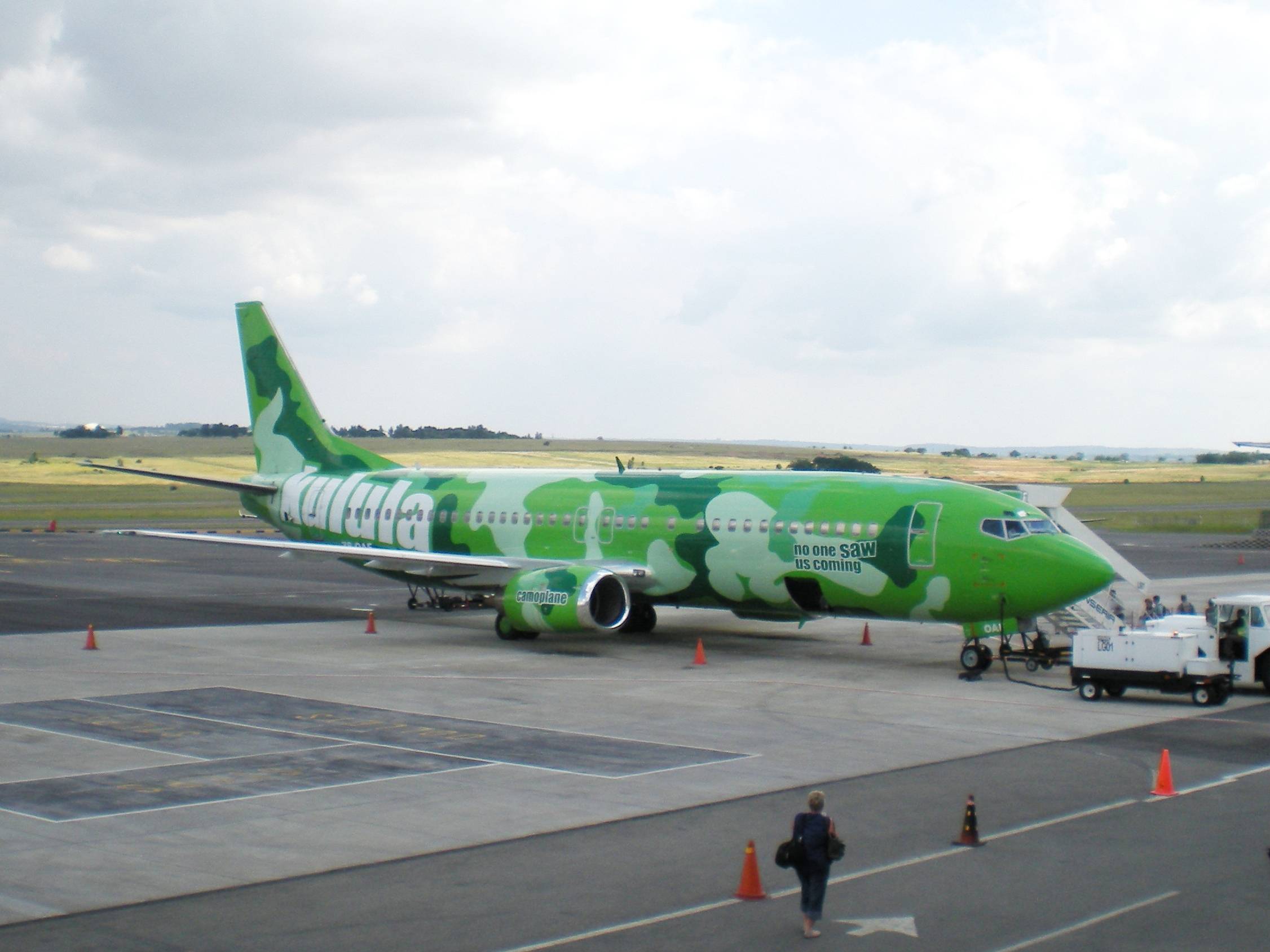
Vliegtuig van kulula.com

kulula.com was een regionale low-cost luchtvaartmaatschappij met als basis Zuid-Afrika. De maatschappij werd opgericht in juli 2001, de eerste vlucht was in de maand erna. Kulula.com was een 100% dochtermaatschappij van Comair Zuid-Afrika (in casu British Airways).
kulula.com vloog op de volgende bestemmingen: Kaapstad, Durban, George, Johannesburg, Oos-Londen, en Port Elizabeth. Daarnaast heeft de maatschappij een codeshare-overeenkomst met Kenya Airways op de route Johannesburg-Nairobi, deze vluchten werden uitgevoerd door Kenya Airways.
De vloot bestond uit tien Boeing 737's, negen van het type -800 en een van het type -400.
kulula.com was bekend om de humoristische toon van de omroepberichten en de opmerkelijke manier van de vliegtuigbeschildering.
Kulula overleefde de Coronacrisis niet, en ging failliet in juni 2022.